# Mona Ozouf
Mona Ozouf (nata Mona Annig Sohier; Lannilis, 24 febbraio 1931) è una storica e filosofa francese, direttrice emerita della ricerca presso l'École des Hautes Etudes en Sciences Sociales (EHESS) e nota per i suoi studi sulla Rivoluzione francese e il sistema di educazione secolare francese. Tra i suoi libri più importanti L'École, l'Église et la République, 1871–1914 (1963) e La fête révolutionnaire, 1789–1799 (1976), quest'ultima pubblicata in inglese come Festivals and the French Revolution (1988).

## Biografia
Nata nel 1931 a Lannilis, Finistère, è la figlia di Yann Sohier e Anne Le Den, due insegnanti bretoni desiderosi di preservare la lingua e la cultura della Bretagna al punto da parlarle in lingua bretone. Suo padre morì di broncopolmonite quando lei aveva solo quattro anni. Allevata dalla madre e dalla nonna, raramente le era permesso uscire dalla scuola in cui sua madre era direttrice, tranne che per le visite regolari alla chiesa del villaggio con sua nonna. Di conseguenza, vive un'infanzia, dice, “di clausura” e “solitaria”. La ragazza si rifugia allora negli studi. Completò prima la scuola primaria a Plouha, poi entrò nella scuola secondaria al collegio Ernest-Renan di Saint-Brieuc, periodo in cui si trovò a fianco dello scrittore Louis Guilloux e di sua moglie Renée Guilloux che era la sua insegnante di lettere. Entrambi avranno una forte influenza intellettuale su di lei. 
Dopo il liceo, ha studiato filosofia all'École normale supérieure de jeunes filles dal 1952. Come molti dei suoi compagni di studio, si è unita al Partito Comunista ma ha lasciato quattro anni più tardi dopo la repressione della Rivoluzione di Budapest del 1956 e ha deciso di non impegnarsi in politica. Ha insegnato filosofia per un periodo ma poi si è dedicata alla storia dopo aver incontrato, presso la Biblioteca Nazionale di Francia, un gruppo di storici, Denis Richet, Emmanuel Le Roy Ladurie e François Furet. Ha lavorato con loro per produrre il Dictionnaire critique de la Révolution française. 
Diventata una riconosciuta studiosa della Rivoluzione francese ed entrata a far parte del CNRS come storica, nel 1976 pubblicò la sua opera fondamentale, La fête révolutionnaire, 1789–1799. La traduzione inglese, Festivals and the French Revolution  è stata pubblicata nel 1988. Le sue ricerche hanno contribuito in modo significativo alla comprensione della Rivoluzione e della cultura francese in generale. È particolarmente interessata al rapporto tra pedagogia, ideologia e politica.
Ozouf ha anche fatto un'analisi di dieci donne eccezionali nella storia francese pubblicando Les Mots des femmes nel 1995. Membro del Raymond-Aron Center for Political Research presso l'École des Hautes Etudes en Sciences Sociales (EHESS), è stata, fino al suo pensionamento nel 1997, direttrice della ricerca presso il CNRS. È editorialista del Nouvel Observateur e collabora con la rivista Le Débat.
Nel 2003 è stata tra i firmatari della petizione “Con Washington e Londra, per il sostegno del popolo iracheno” che sostiene la coalizione anglo-americana nel suo intervento contro Saddam Hussein.
Nel 2005 ha promosso la petizione Freedom for History entrando nel consiglio di amministrazione dell'omonima associazione.

### Lingua bretone
Nel primo capitolo del suo libro Composition française, critica apertamente il libro di Françoise Morvan, Le Monde comme si, che descrive come "un opuscolo ingiusto e di talento" che attacca anche le scelte politiche di suo padre, Yann Sohier, il movimento bretone e la lingua bretone. Denuncia anche il giacobinismo che reprime la diversità culturale e sostiene un universalismo astratto.

### Femminismo
Mona Ozouf ritiene che la generalizzazione della contraccezione sia la più grande rivoluzione moderna, e “il motivo per cui [lei] non dirà mai che 'era meglio prima'”.
Nel suo libro Les Mots des femmes, Mona Ozouf critica il cosiddetto femminismo egualitario "all'americana", opponendo un felice commercio tra i sessi all'eccessiva legalizzazione delle loro relazioni così come esiste negli Stati Uniti. Secondo lei, questo femminismo sarebbe un contributo straniero, non al passo con la singolarità dei costumi francesi derivanti dal modello aristocratico della galanteria francese.

## Premi e riconoscimenti
Ozouf ha ricevuto numerosi premi e riconoscimenti prestigiosi, tra cui il Grand prix Gobert nel 2004 per il suo lavoro storico, il premio letterario Prix mondial Cino Del Duca nel 2007, l'Ordre des Arts et des Lettres sempre nel 2007,  e nel 2009 i premi Breton Order of the Ermine e Prix Breizh, il Prix de la langue française (2015) [12] e Grande Ufficiale dell'Ordine Nazionale al Merito (2017).

### Filmografia
- Mona Ozouf, Woman of the Lights, film documentario diretto da Juliette Senik, France Télévisions/Schuch Productions, 2011, 52 min, ritrasmesso su France 5 il 17 ottobre 2014
- Le identità di Mona Ozouf, film documentario diretto da Catherine Bernstein, Tébéo, Tébésud, TVR e canali locali della Bretagna, Histoire TV / Paris-Brest Productions, 52 min.